# Drogubitas
Os drogubitas (em grego: Δρο[υ]γο[υ]βῖται/Δραγοβῖται; romaniz.: Drougoubitai/Drogobitai/Dragobitai) foram uma tribo eslava meridional (esclavenos) que se assentaram nos Bálcãs no século VII. Dois ramos distintos são mencionados nas fontes, um vivendo na Macedônia medieval ao norte e oeste de Salonica e em torno de Véria (na moderna Grécia), e outro na Trácia, em torno de Filipópolis (moderna Plovdiv, na Bulgária).

## História

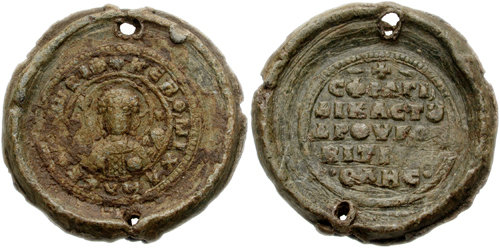
Selo bizantino anônimo do século XI dum "krites (governador civil) dos drogubitas"

Os Milagres de São Demétrio do século VII, que relata as invasões eslavas e seu assentamento nos Bálcãs, lista o primeiro ramo dos drogubitas junto com quatro outras tribos esclavenas que viviam nas redondezas de Salonica. De acordo com os milagres, eles eram liderados por reis, e foram aliados tributários dos bizantinos. Os Milagres também registram a participação deles em dois ataques mal-sucedidos pelas coalizões esclavenas em Salonica, em 617/618 e 677-678.
Por 879, um bispado de Drogubiteia (Δρουγουβιτεία), sufragâneo de Salonica, foi estabelecido. Nikolas Oikonomides sugere que em pelo menos na mesma época, a tribo foi colocada sob governador militar bizantino com o título de estratego. No final dos séculos X-XI, Drogubiteia é atestada como sendo unida com os temas de Salonica e Estrimão em uma única província. No começo do século X, João Caminiata fala dos drogubitas como vivendo em torno de Veroia, enquanto no século XIII, Demétrio Comateno menciona-os como "governando" todas as terras de Veroia até Escópia.